# Luigi Mamoli
Luigi Mamoli (Bergamo, 29 settembre 1920 – ...) è stato un calciatore italiano.

## Carriera
Difensore utilizzato come destro, dotato di grande forza e tenacia, cresce tra le file dell'Ardens Bergamo, da cui passa al Lecco in serie C.
Nella stagione 1939-40 passa all'Atalanta in serie B, con cui vince il campionato.
Disputa quattro stagioni in serie A con la maglia neroazzurra, nelle quali forma con Alberto Citterio una coppia difensiva dalla grande affidabilità.
Chiamato alle armi nella seconda guerra mondiale, viene fatto prigioniero in Grecia, dalla quale è costretto a ritornare in patria a piedi. Questo gli causa una lesione muscolare che lo obbliga a terminare la carriera di calciatore a soli 26 anni.

## Palmarès

### Club

#### Competizioni nazionali
- Serie B: 1

Atalanta: 1939-1940